# Willem Langhout
Willem Langhout (Woubrugge, 15 november 1850 – Bussum, 7 januari 1936) was een Nederlands architect.
Langhout was betrokken bij de bouw van een aantal panden in Amsterdam en in Het Gooi. Hij trad daarbij ook op als makelaar (W. Langhout Gzn). Zijn vader Gerard (Gerrit) Langhout was metselaar en handelaar in bouwmaterialen, en waarschijnlijk zijn docent. Hij werkte enige tijd als opzichter voor architect J.G. van Parijs. In 1877 vestigde Langhout zich in Amsterdam en liet een aantal gebouwen neerzetten aan de toen buitenrand van Amsterdam. Zo verrezen er gebouwen aan de Weteringschans en het Frederiksplein 12. Zijn bekendste werk in Amsterdam is waarschijnlijk Leidsekade 103, woning van Harry Mulisch. Andere gebouwen van zijn hand zijn Heiligeweg 43-45 en een voormalig kledingmagazijn aan de Dam.
Hij was getrouwd met Pauwlina Catharina Temmink (1852-1923). Hun zoon Gerrit Langhout (1879-1962), een van zes kinderen, was eveneens architect (onder meer het Telegraafgebouw in de binnenstad van Amsterdam).